# Confederación Intersindical Galega

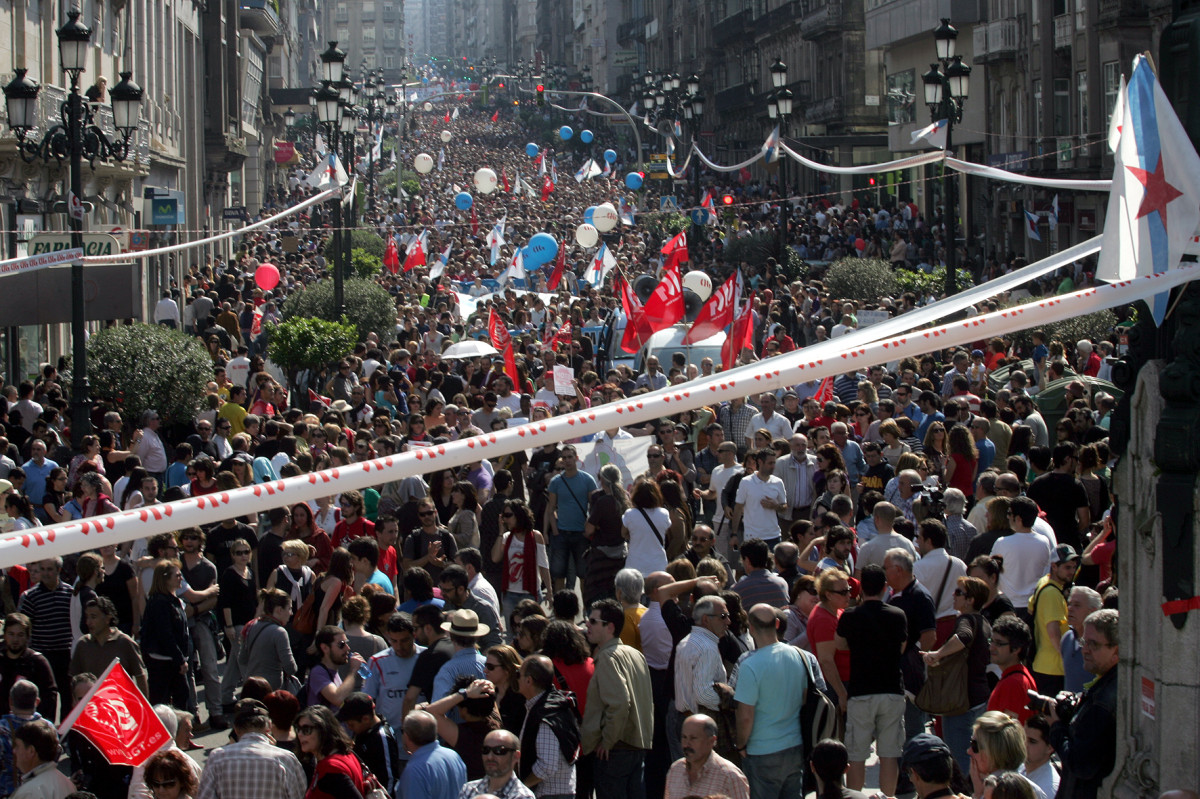
Banderas de la CIG durante la manifestación de la huelga general en Vigo (Pontevedra), el 29 de marzo de 2012.

La Confederación Intersindical Galega (CIG, Confederación Intersindical Gallega) es un sindicato de clase de Galicia (España), de orientación nacionalista gallega, fundado el 19 de marzo de 1994 mediante la fusión de la Confederación Xeral de Traballadores Galegos (CXTG) e Intersindical Nacional dos Traballadores Galegos (INTG), si bien estas organizaciones se presentaban a las elecciones sindicales en coalición ya desde 1990, con el nombre de Converxencia Intersindical Galega (en castellano Convergencia Intersindical Gallega).
Políticamente, la CIG se encuentra muy vinculada al Bloque Nacionalista Galego (BNG) y, en particular, a la Unión do Povo Galego (UPG), su corriente mayoritaria.

## Estructura
La CIG está integrada por siete uniones comarcales (La Coruña, Pontevedra, Santiago de Compostela, Orense, Lugo, Ferrol, Vigo y ocho federaciones (Administración Pública; Alimentación, Textil, Mar, Transporte; Banca, Ahorro, Seguros, Centros de chamadas; Construcción y Madera; Enseñanza; Industria; Sanidad; Servicios). Asimismo, la CIG cuenta con departamentos jurídicos y secretarias específicas para temas como Mujer, Pensionistas, Juventud, Salud Laboral, Inmigrantes y Cooperación.
Su Consejo Federal (Consello Federal) es el máximo organismo entre congresos y consta de cien miembros.

## Historia
No se puede entender la configuración de la CIG sin tener presente la evolución y los avances del sindicalismo nacionalista gallego desde los acontecimientos del 10 de marzo de 1972 y la creación del "Frente Obreiro" de la UPG hasta el proceso de convergencia de la década de 1990, que dio origen a la actual CIG en 1994. La propia CIG se reivindica heredera directa de las luchas sindicales de la década de 1970 y de las organizaciones que surgieron en aquella época, como el Sindicato Obreiro Galego (SOG).

### El "Frente Obreiro" y el SOG

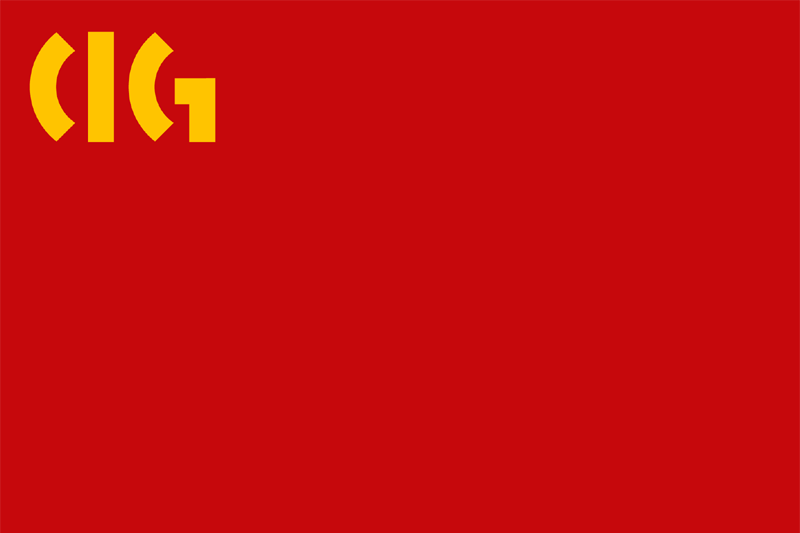
Bandera empleada por la CIG en sus actos y convocatorias públicas.

Históricamente, se considera que la reaparición del movimiento obrero gallego organizado después de su práctica destrucción en la década de 1940 por la dictadura franquista fueron los graves acontecimientos del 10 de marzo de 1972, cuando dos obreros de Ferrol (Amador Rey y Daniel Niebla) del astillero Bazán fueron asesinados por la Policía durante la represión de una manifestación. Otros cientos más resultaron heridos y hubo decenas de detenidos y torturados. La fecha, que actualmente es recordada a través del "Día da Clase Obreira Galega", causó una fuerte movilización en el resto de núcleos industriales de Galicia, especialmente en la ciudad de Vigo, en solidaridad con la movilización ferrolana. En septiembre del mismo año hubo también en Vigo una huelga general en la que participaron 30 000 obreros. Estas movilizaciones fueron organizadas por Comisiones Obreras (CCOO), el principal sindicato y movimiento de oposición al franquismo por aquel entonces, pero contaron con la participación de activistas nacionalistas.
A finales de 1972, la UPG crea el "Frente Obreiro" (FO), dirigido por Moncho Reboiras. La organización, que no era un sindicato, sino una "sección" obrera del partido, consiguió una cierta implantación en Vigo, así como también presencia en Ferrol y La Coruña, aunque con menor fuerza. En 1975, debido a un importante incremento de la militancia, el FO decidió convertirse en un sindicato de clase, con el nombre de Sindicato Obreiro Galego (SOG), que fue el primer sindicato gallego de orientación nacionalista. Sus objetivos eran la lucha contra la "explotación de los trabajadores gallegos", la "emigración forzada" y la "colonización cultural de Galicia". El SOG, de ideología marxista-leninista, formó parte de la Asemblea Nacional-Popular Galega (AN-PG) y celebró su primera "Asemblea Xeral" en abril de 1976, ya sin Moncho Reboiras, asesinado el 12 de agosto de 1975 por la Policía Armada franquista. El SOG se disolvió en 1977 al unificarse con los sindicatos sectoriales creados por la UPG: la "Unión dos Traballadores do Ensino de Galicia" (UTEG), el "Sindicato dos Traballadores Galegos do Mar" (STGM), el "Sindicato dos Traballadores Galegos da Administración Pública" (STGAP), la "Unión dos Traballadores da Sanidade de Galicia" (UTSG) y la "Unión dos Traballadores da Banca de Galiza" (UTBG).

### La ING y los Pactos de La Moncloa
Esta convergencia dio lugar a la Intersindical Nacional Galega (ING), fundada en marzo de 1977. En junio del mismo año Francisco García Montes fue elegido como secretario general de la ING, que celebró su primera "Asemblea Xeral" en octubre. El objetivo principal de la ING era preparar el escenario para la constitución de una "Central Sindical Única Galega" y, además, luchar contra la emigración forzada, por la educación gratuita para todo el pueblo, por la recuperación del patrimonio sindical y por la construcción de una "patria gallega libre y sin explotación". Al mismo tiempo, la ING se desvinculó de la AN-PG para dejar libertad política a sus afiliados.
La coyuntura económica era grave. Después de la crisis del petróleo de 1973, el paro llegó a niveles muy altos y la inflación superó el 40%. En ese momento fueron firmados por los principales partidos políticos, patronal y por los sindicatos CCOO y UGT los llamados Pactos de La Moncloa. Estos pactos reconocieron el despido libre para el 5% de los trabajadores de cada empresa y fijaron el límite del crecimiento salarial en un 22% (independientemente de la inflación). La ING convocó varias jornadas de movilización junto con otras organizaciones de izquierda nacionalista como la AN-PG, la UPG, Comisións Labregas (CCLL) y la UMG. La ING también convocó movilizaciones contra el "Acuerdo Básico Interconfederal" (1978), el "Acuerdo Marco Interconfederal" (1979) y contra el Estatuto de los Trabajadores de 1980.

### Unificación de ING y CTG: la INTG
En las primeras elecciones sindicales después del franquismo, celebradas en 1978, la ING se convirtió en el tercer sindicato de Galicia con 722 delegados (13'5% del total) y, como estrategia, aprobó buscar una fusión con la "Central dos Traballadores Galegos" (CTG). Gracias a esta fusión el sindicalismo nacionalista podría alcanzar el 17'5% de representación, consiguiendo, por lo tanto, superar el 15% exigido por la legislación española para ser reconocidos oficialmente como un "sindicato más representativo". Además, en el texto de unificación se recogía la voluntad de continuar avanzando de cara a una "Central Sindical Única Galega". La ING-CTG pasó a denominarse, desde 1981, como Intersindical Nacional dos Traballadores Galegos (INTG). En 1982 la Confederación Sindical Galega (CSG) se integró en la INTG, lo que permitió llegar a 1.659 delegados sindicales en las elecciones de ese año, con el 18'7% del total de delegados.

### Las huelgas de 1984 y la lucha contra la reconversión
La INTG convocó una huelga general para el 14 de febrero de 1984 contra la reconversión industrial, en particular contra las que afectaban al sector naval. La UGT y CCOO también convocaron huelga, aunque solamente en las comarcas de Vigo y Ferrol. El éxito de la huelga hizo que CCOO se uniese a la INTG en la siguiente convocatoria de huelga general, el 12 de julio. La UGT no se comprometió con el paro, debido a su relación con el gobernante PSOE. Es más, la UGT acusó a la INTG y CCOO de "crear un clima de violencia en la misma línea de la ETA". La huelga fue considerada exitosa por la INTG y por el resto de organizaciones nacionalistas, lo que facilitó una tercera convocatoria para el 29 de noviembre de ese mismo año. Esta última huelga fue contra el pacto social (AES) firmado entre la UGT y el Gobierno español y que avanzaba en la línea del desmantelamiento de la industria naval de la Ría de Vigo. Esta nueva huelga volvió a contar con el apoyo de CCOO y tuvo mucha repercusión en las áreas más afectadas, especialmente Vigo y Ferrol.

### Dos organizaciones: CXTG e INTG
En 1984 surgió una corriente interna crítica con la dirección del sindicato y con su secretario general Xan Carballo (elegido en el Congreso de 1983). Esta corriente, denominada "Converxencia Sindical Nacionalista" (CSN), provenía fundamentalmente de la CTG y de la CSG, y estaba vinculada al Partido Socialista Galego-Esquerda Galega (PSG-EG) de Camilo Nogueira Román. La CSN decidió abandonar la INTG en 1985, formando la Confederación Xeral dos Traballadores Galegos (CXTG), que celebró en octubre de ese mismo año su I Congreso. Fernando Acuña fue elegido secretario general de este nuevo sindicato. En las elecciones sindicales de 1986, la CXTG consiguió 1.087 delegados sindicales y la INTG obtuvo 1.067 delegados. Las relaciones con la CXTG provocaron una escisión en el seno de la INTG, que quedó reflejada en las elecciones internas del III Congreso de 1987, donde hubo 4 candidaturas diferentes. La lista próxima al Bloque Nacionalista Galego (BNG) consiguió 6 miembros, la próxima al Frente Popular Galega (FPG) consiguió 3 miembros y la vinculada a la Assembleia do Povo Unido (APU) consiguió 1 miembro. Manuel Mera fue escogido como secretario general.

### La creación de la CIG

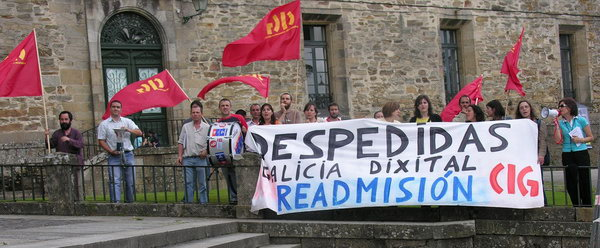
Manifestación de la CIG en Santiago de Compostela (2008).

En los siguientes años hubo un acercamiento entre la CXTG y la INTG que culminó con la candidatura conjunta a las elecciones sindicales de 1990. Esta candidatura fue un éxito, pues consiguió 3.527 delegados (el 23'7% del total) y el reconocimiento oficial como sindicato más representativo. Las dos centrales sindicales convocaron una huelga general conjunta en 1992. El proceso de unificación culminó con el Congreso Fundacional de la CIG en 1994.

### sigloXXI
El III Congreso de la CIG, celebrado en mayo de 2001, terminó con la elección de Suso Seixo, vinculado a la UPG, como secretario general en sustitución de Fernando Acuña Rúa, vinculado a Unidade Galega. En 2004, la CIG se convierte en la tercera fuerza sindical en Galicia, con 4.594 delegados - el 26'2% del total.

## Implantación
La CIG obtuvo en las elecciones sindicales de 2019 en Galicia el 29,37% de los delegados sindicales (4548 delegados), por lo que es el sindicato más representativo de Galicia, por delante de los
3990 de Unión General de Trabajadores (UGT) y 3982 de Comisiones Obreras (CCOO).